# Bill Landrum
Bill Landrum (né le 17 août 1957 à Columbia, Caroline du Sud, États-Unis) est un lanceur de relève droitier ayant joué dans les Ligues majeures de baseball de 1986 à 1993, en particulier pour les Pirates de Pittsburgh.

## Carrière
Bill Landrum signe son premier contrat professionnel en 1980 avec les Cubs de Chicago mais ne fait qu'un bref séjour de 11 matchs de ligues mineures au sein de cette organisation. Dès l'année suivante, il rejoint les Reds de Cincinnati, avec qui il commence sa carrière dans le baseball majeur le 31 août 1986 et la termine le 3 juin 1993. La route vers les majeures est sinueuse : les White Sox de Chicago le réclament des Reds au repêchage de règle 5 en décembre 1984, pour être finalement retourné aux Reds après avoir échoué au camp d'entraînement de 1985 avec les Sox. Il gradue dans les majeures durant l'été 1986 et après deux premières saisons à Cincinnati, il est échangé en avril 1988 aux Cubs de Chicago contre le joueur d'avant-champ Luis Quinones. Il ne joue que 7 matchs pour les Cubs en 1988 avant de rejoindre les Pirates de Pittsburgh.
Landrum se distingue chez les Pirates durant trois saisons. En 1989, le releveur droitier est appelé au monticule à 56 reprises par l'équipe et maintient une moyenne de points mérités d'à peine 1,67 en 81 manches lancées, avec 26 sauvetages. En 1990, il remporte 7 victoires contre 3 défaites en 54 apparitions, réalise 13 sauvetages et présente une moyenne de points mérités de 2,13 en 71 manches et deux tiers lancées. En 1991, sa moyenne s'élève à 3,18 en 76 manches et tiers de travail et il enregistre 17 sauvetages. Landrum fait partie des équipes des Pirates championnes de la division Est de la Ligue nationale en 1990 et 1991. Il apparaît au total dans 3 parties de séries éliminatoires avec Pittsburgh et sa moyenne de points mérités s'élève à 3,00 en matchs d'après-saison.
Devenu agent libre, il rejoint les Expos de Montréal pour la saison 1992 mais affiche une moyenne de 7,20 points mérités accordés par partie en 18 matchs et 20 manches lancées. Son seul match gagné avec Montréal est sa dernière victoire dans les majeures et il subit une défaite. Il termine sa carrière chez les Reds de Cincinnati en 1993 avec une fiche de 0-2 et une moyenne de 3,74 en 21 manches et deux tiers.
Bill Landrum a disputé 268 matchs dans le baseball majeur, tous comme lanceur de relève sauf deux comme lanceur partant, lorsqu'il était avec Cincinnati en 1987. Sa moyenne de points mérités en carrière se chiffre à 3,39 en 361 manches et un tiers au monticule. Il a gagné 18 matchs, en a perdu 15, a enregistré 58 sauvetages et 218 retraits sur des prises.
Il est le fils de Joe Landrum, un joueur de baseball ayant lancé pour les Dodgers de Brooklyn dans les années 1950.